# Giovanni Palazzi
Giovanni Palazzi, bekannt auch als Joannes Palatius (* 1643 in Venedig; † 20. August 1712 ebenda), war Priester an der Kirche Santa Maria Mater Domini in Venedig, zudem Jurist und Professor für kanonisches Recht an der Universität Padua. Er war Mitgründer der Accademia Istorica e Teologica und stand in brieflichem Kontakt mit zahlreichen Gelehrten, darunter Gregorio Leti, Antonio Magliabechi, Girolamo Albrizzi, dem Quietisten Michele Cicogna und Apostolo Zeno. Auch war er als Graveur tätig.

Allegorie aus Palazzis De dominio maris, erschienen 1663, ein Stich von „Elisabetta Piccini“ (1644–1734; von ihr unten links signiert)

Palazzi verfasste eine Reihe historischer Werke in lateinischer Sprache, darunter De dominio maris (1663) zur venezianischen Seeherrschaft, dann Aquila inter Lilia (1671) und Aquila Austriaca (2 Bände, 1679), sowie die mehrbändigen Gesta pontificum Romanorum (5 Bände, ab 1687) und die Fasti cardinalium (1703). Zu den Aquila-Bänden gehörten fünf weitere, nämlich die Aquila Saxonica, Aquila Sancta, Aquila Franca, Aquila Sueua und Aquila Vaga.
Seine beiden angeblich in Antwerpen herausgebrachten, dem Quietismus zuneigenden Werke Armonia contemplativa sopra la vita di Giesu Christo (1690) und Vita, morte, resurrezzione di Giesu Cristo nostro Redentore (1693), erhielten diesen Erscheinungsort, um der Zensur zu entgehen. Seine Armonia contemplativa wurde am 8. Juli 1692 wegen mystischer Neigungen auf den Index gesetzt. Ähnliches galt schon für seine Imitazione di Cristo, erschienen in Paris, ohne Datum (wahrscheinlich 1675). Neben der Verschleierung seiner Autorschaft durch auswärtige Druckorte benutzte Palazzi auch Pseudonyme, wie „Francesco Bardi“.
Am 8. Dezember 1711 machte er sein Testament. Er starb spätestens im August 1712.
Drei seiner Werke wurden in mehreren Dekreten der Glaubenskongregation auf den Index gesetzt: Armonia contemplativa (indiziert 1692), Gesta pontificum romanorum (indiziert 1698) und Fasti cardinalium (indiziert 1707).

## Werke (Auswahl)
- De dominio maris libri duo. Serenissimae Reipublicae dicati, Venedig 1663. (Digitalisat)
- Aquila inter lilia, sub qua Francorum Caesarum a Carolo Magno usque ad Conradum Imperatorem Occidentis X. elogiis, hieroglyphicis, numismatibus, insignibus, symbolis, fasta exarantur. J. J. Herz, Venedig 1671, urn:nbn:de:bvb:12-bsb11197109-5.

- Aquila Austriaca, sub qua imperatores Austriaci ab Alberto II honorifico vsquè ad Ferdinandum III & IV Occidentis imperatorem L : elogiis, hieroglyphicis, numismatibus, insignibus, symbolis, imaginibus antiquis ad viuum exhibentur exculpti, & longa historiarum serie exarati, Andrea Poleti, Venedig 1679. (Digitalisat)
- Ouidio istorico, politico, morale, breuemente spiegato, e delineato con artificiose figure, Parè, Venedig 1680 (erneut 1721). (Digitalisat)
- La virtu in giocco. Ouero Dame Patritie di Venetia. Famose per nascita, per lettere, per armi, per costumi. Consecrata alla Sacra Cesarea Regal Maestà. D’Eleonora Imperadrice Romana nata principessa di Mantoua, e Monferrato, Parè, Venedig 1681. (Google Books)
- Aquila Saxonica, sub qua imperatores Saxones ab Henrico Aucupe usque ad Henricum Sanctum Occidentis imperatorem XV elogiis, hierogliphycis, numismatibus, Parè, Venedig 1685. (Digitalisat)
- Vita di San Pietro, principe degli apostoli, capo della chiesa, vicario di Giesu Cristo. con sua effigie, medaglie, geroglifico. Tradotta dal latino nell’italiano dallo stesso autore Gio. Palazzi, Parè, Venedig 1687. (Google Books)
- Gesta pontificum Romanorum. Ioannes Parè, Venedig 1688, urn:nbn:de:bvb:12-bsb10939389.
- Armonia contemplativa sopra la vita di Giesù Christo : delli santi Filippo Neri, Ignatio Loiola, Caietano di Tieni, e Teresa di Giesù. Antwerpen, 1690. (Digitalisat – Internet Archive)
- Fasti ducales ab Anafesto I. ad Silvestrum Valerium Venetorum ducem. Cum eorum Iconibus, Insignibus, Nummismatibus Publicis & Privatis aere sculptis: Inscriptionibus ex Aula M. Consilii, ac Sepulchralibus. Adiectae sunt Adnotationes ad Vitam cuiusque Principis, rerum quae omissae fuerant, Venedig 1696. (Digitalisat)
- Fasti cardinalium omnium Sanctae Romanae Ecclesiae, Venedig 1703. (Digitalisat)